# Muntogna da Schons
Muntogna da Schons ist eine politische Gemeinde  im Schweizer Kanton Graubünden. Sie liegt am Schamserberg (rätoromanisch Muntogna da Schons), umfasst die Dörfer Casti, Donat, Farden, Lohn, Mathon, Pazen und Wergenstein und gehört zur Region Viamala. Sitz der Gemeindekanzlei ist Farden.
Amtssprachen in der Gemeinde sind Deutsch und Rätoromanisch. Schulsprache ist Rätoromanisch (Sutselvisch). In der Gemeinde gibt es eine Primarschule (Stand 2020).

## Geschichte
→ siehe Abschnitte Geschichte in den Artikeln Casti GR, Donat GR, Farden, Lohn GR, Mathon GR, Pazen und Wergenstein
Schon 1875 bildeten Pazen und Farden die politische Gemeinde Patzen-Fardün, 1923 schlossen sich Casti und Wergenstein zur Gemeinde Casti-Wergenstein zusammen.
Gemeindefusionen standen in den Gemeinden am Schamserberg fortan immer wieder auf der Traktandenliste, mehrere Projekte scheiterten jedoch. 2003 fusionierte Patzen-Fardün mit der Gemeinde Donath, die Fusionsgemeinde erhielt den Namen Donat mit romanisierter Schreibweise. Auch die Namen von Pazen und Farden wurden der romanischen Sprache angepasst. Am 26. Juni 2020 stimmte die Bevölkerung der politischen Gemeinden Casti-Wergenstein, Donat, Lohn und Mathon einer Fusion mit einem Ja-Anteil von 85 Prozent zu. In Casti-Wergenstein und in Lohn gab es keine Gegenstimmen. Eine deutliche Gegenposition gab es nur in Donat, der grössten der vier Gemeinden, die als einzige mehr als 60 Einwohner zählte.
Per 1. Januar 2021 fusionierten die Gemeinden zur neuen politischen Gemeinde Muntogna da Schons.

## Wappen
| Wappen von Muntogna da Schons | Blasonierung: «In Rot drei silberne Spitzen belegt mit blauer erniedrigter Wellendeichsel, alles überhöht von goldener ungesichteter Sonne» |
| Wappen von Muntogna da Schons | Die Motive Sonne, Berge und Flüsse beziehen sich auf die geografische Lage am Hinterrhein.                                                  |